# Bruno Gleißberg
Bruno Gleißberg  (* 4. März 1895 in Dresden; † 17. Februar 1960 in Görlitz) war ein deutscher Politiker und Gewerkschafter.

## Leben
Gleißberg wurde 1895 in Dresden geboren, seine Eltern waren Auguste Jähnigen und Bernhart Gleißberg. Nach dem Besuch der Volks- und Gewerbeschule absolvierte er eine Ausbildung zum Fleischer. Er trat dem Zentralverband der Fleischer bei und begann sich hier als Kassierer zu engagieren.
Vermutlich bewirkten sein Einsatz als Infanterist im Ersten Weltkrieg und die damit verbundenen Erlebnisse eine zunehmende Politisierung. Direkt nach Kriegsrückkehr trat er 1919 der KPD bei und beteiligte sich aktiv an der Parteiarbeit. Unter anderem gehörte er der Delegation an, die unter der Leitung von Siegfried Rädel in Italien die dortige Parteiarbeit kennen lernte. Er war als Leitungsmitglied der KPD in Heidenau aktiv und wurde für diese in die dortige Stadtverordnetenversammlung gewählt.
Auch sein gewerkschaftliches Engagement setzte Gleißberg nach der Kriegsrückkehr fort. Egal ob als Metall-, Hilfs- oder Maschinenarbeiter, er setzte sich stets für die Belange seiner Kollegen ein. 1920 war er aktiv an der Niederschlagung des Kapp-Putsches beteiligt. Drei Jahre später gehörte er zu den Initiatoren des großen Streiks bei der Firma „Hoesch & Co“, was ihm seine fristlose Entlassung einbrachte. Daneben engagierte sich Gleißberg auch als Mitglied zahlreicher weiterer kommunistischer Vorfeldorganisationen, wie z. B. dem Rotfrontkämpferbund, der Roten Hilfe und der Internationalen Arbeiterhilfe.

## NS-Zeit
Die Geheime Staatspolizei verhaftete ihn bereits 1933 kurz nach der Machtübernahme der Nationalsozialisten und inhaftierte ihn im Konzentrationslager Hohnstein. Dort traf der altgediente kommunistische Funktionär auf etliche Genossen, darunter u. a. Rudolf Gebauer und Emil Schemmel. Mit ihnen beriet er die zukünftige illegale Arbeit und hielt auch nach seiner Freilassung den Kontakt zu ihnen. Inwieweit er in diesem Zusammenhang auch in die illegalen Aktivitäten der Widerstandsgruppe um Gebauer und Schemmel involviert war, ist nicht bekannt. Nach dem Hitler-Attentat am 20. Juli 1944 nahmen die Nationalsozialisten Gleißberg im Rahmen der „Aktion Gewitter“ erneut fest und inhaftierten ihn.

## Nach dem Zweiten Weltkrieg
Nach dem Zweiten Weltkrieg setzte ihn die russische Kommandantur als Bürgermeister Heidenaus ein, wo er fortan führend im Aufbau der Stadt und einer neuen Gesellschaft war. Beispielsweise war seiner Initiative zu verdanken, dass „in der Stadt Heidenau als erste Stadt im Kreise Pirna der Schulunterricht wieder aufgenommen werden konnte.“ Von 1946 bis 1949 gehörte Gleißberg der Bezirksleitung der SED in Dresden an. Ab 1949 bekleidete er das Amt des Bürgermeisters in Pirna.
Nachdem Willi Ehrlich aufgrund „kapitulantenhaften Verhaltens am 17. Juni 1953“ eine Parteirüge erhalten und seiner Funktion als Oberbürgermeister von Görlitz  enthoben wurde, folgte ihm im Februar 1954 Gleißberg nach. Das Amt bekleidete er bis zu seinem Tod am 17. Februar 1960. Während seiner Amtszeit erreichte er, dass das Städtische Krankenhaus den Status eines Bezirkskrankenhauses erhielt. Er vertrat die Stadt bei der Eröffnung des wieder aufgebauten Eisenbahnviaduktes und der Eröffnung der Grenzübergangsstelle in die polnische Nachbarstadt Zgorzelec. Zudem verantwortete er die Einrichtung des Tierparks. Im Jahr 1971 wurde das Görlitzer Pionierhaus auf dem Mühlweg nach ihm benannt. 1974 bekam die zwei Jahre zuvor in Heidenau eröffnete Polytechnische Oberschule den Namen Bruno Gleißberg verliehen. Diesen Namen trägt die heutige Grundschule immer noch.